# Thomas Huschke
Thomas Huschke (Berlino, 29 dicembre 1947) è un ex pistard tedesco.

## Palmarès

### Olimpiadi
- 2 medaglie[1]:
  - 1 argento (Monaco di Baviera 1972 nell'inseguimento a squadre)
  - 1 bronzo (Montréal 1976 nell'inseguimento individuale)

### Mondiali
- 6 medaglie:
  - 1 oro (Rocourt 1975 nell'inseguimento individuale)
  - 3 argenti (Leicester 1970 nell'inseguimento a squadre; Varese 1971 nell'inseguimento a squadre; Montréal 1974 nell'inseguimento a squadre)
  - 2 bronzi (Montréal 1974 nell'inseguimento individuale; Rocourt 1975 nell'inseguimento a squadre)